# Dendrogaster antarctica
Dendrogaster antarctica is een kreeftachtigensoort uit de familie van de Dendrogastridae. De wetenschappelijke naam van de soort is voor het eerst geldig gepubliceerd in 1980 door Grygier.